# 武装警察第93師団
武装警察第93師団（武警第93师）は、中国人民武装警察部隊の師団の1つ。

## 歴史
華東野戦軍第13縦隊第39師を前身とする。
- 1949年2月 - 中国人民解放軍第31軍第93師に改称
- 1996年 - 武警第93師に改編

## 編制
- 第277連隊（8711部隊） - 福建省
- 第278連隊（8712部隊） - 福建省蒲田
- 第279連隊（8713部隊） - 福建省
- 第710連隊（8714部隊） - 福建省恵安